# Prix de la Banque royale du Canada
Le prix de la Banque royale du Canada rend hommage à un citoyen canadien, ou à une personne vivant au Canada, dont les réalisations exceptionnelles ont contribué de façon importante au bien-être de l'humanité et ont servi le bien commun.
Le prix a été créé en 1967, année du centenaire, et consiste en une somme de 125 000 $ en plus d'une médaille d'or. De plus, une subvention de 125 000 $ est remise à une œuvre de bienfaisance canadienne choisie par le récipiendaire.

## Lauréats (liste incomplète)
- 1982 - Georges-Henri Lévesque
- 1984 - Hugh MacLennan
- 1995 - Maureen Forrester
- 1998 - John Kim Bell

- Wilder Penfield
- C.J. MacKenzie
- Cardinal Paul-Émile Léger
- Morley Callaghan
- Arthur Erickson
- Northrop Frye
- Rick Hansen
- David Suzuki